# Urbano Tavares Rodrigues
Œuvres principales
- Bâtards du Soleil
- La Vague de chaleur
- Les Oiseaux de la nuit
- L’Imitation du bonheur

Urbano Tavares Rodrigues est un écrivain portugais né à Lisbonne le 6 décembre 1923 et mort dans la même ville le 9 août 2013 . Considéré comme une grande figure de la littérature portugaise du XXe siècle, il est l'auteur d'une trentaine de romans, d'essais et de chroniques de voyage.

## Biographie
Il naît à Lisbonne d'une famille originaire de l'Alentejo, région d'où il puise l'essentiel de son inspiration. Diplômé de la faculté des lettres de Lisbonne, c'est lors d'un séjour en France, entre 1949 et 1953, qu'il s'intéresse à l'existentialisme, courant de pensée philosophique et littéraire développé par Jean-Paul Sartre, qui considère que l'être humain est maître de son destin et le seul responsable de ses actions comme des valeurs morales qu'il décide de faire siennes. De retour au Portugal, ses prises de position politiques, proches du Parti communiste portugais, lui valent d'être emprisonné sous l'Estado Novo, régime conservateur et répressif d'António de Oliveira Salazar. Il est condamné et incarcéré à deux reprises, en 1963 et 1968 et n'est rétabli dans ses fonctions d'enseignant en littérature qu'après la Révolution des Œillets, le 25 avril 1974.
Plusieurs de ses œuvres sont publiées par les éditions de la Différence, dont les romans Bâtards du Soleil, Les oiseaux de la nuit et L'imitation du bonheur. Marié à l'écrivain Maria Judite de Carvalho, décédée en 1998, il est le père d'Isabel Fraga, romancière et traductrice, née en 1950.

## Œuvres traduites en français
- Bâtards du soleil, [« Bastardo do sol »], trad. de René Quemserat, Paris, Éditions Denoël, coll. « Les lettres nouvelles », 1969, 155 p. (BNF 33156949)
- La Vague de chaleur, [« A vaga de calor »], trad. de Françoise Laye, Paris, Éditions de La Différence, coll. « Littérature étrangère : Portugal », 1989, 149 p.  (ISBN 2-7291-0404-6)
- Les Oiseaux de la nuit, [« As aves da madrugada »], trad. de Françoise Laye, Paris, Éditions de La Différence, coll. « Latitudes », 1991, 99 p.  (ISBN 2-7291-0624-3)
- L’Imitation du bonheur, [« Imitaçao da felicidade »], trad. de Joaquim Vital, Paris, Éditions de La Différence, coll. « Littérature étrangère : Portugal », 1999, 143 p.  (ISBN 2-7291-1219-7)
- L’Or et le Rêve, [« O ouro e o sonho »], trad. de Françoise Laye, Paris, Éditions de La Différence, coll. « Littérature étrangère : Portugal », 2000, 158 p.  (ISBN 2-7291-1321-5)
- Terres promises, [« Os campos da promessa »], trad. de Marie-Hélène Piwnik, Paris, Éditions de La Différence, coll. « Littérature étrangère : Portugal », 2000, 88 p.  (ISBN 2-7291-1306-1)
- Tu ne tueras point, [« O supremo interdito »], trad. de Marie-Hélène Piwnik, Paris, Éditions de La Différence, coll. « Littérature étrangère : Portugal », 2001, 199 p.  (ISBN 2-7291-1362-2)
- Bâtards du soleil, [« Bastardo do sol »], (réédition), trad. de René Quemserat, Paris, Éditions de La Différence, coll. « Minos », 2006, 125 p.  (ISBN 2-7291-1640-0)
- Violeta et la nuit, [« Violeta e a noite »], trad. de Marie-Hélène Piwnik, Paris, Éditions de La Différence, coll. « Littérature portugaise », 2006, 172 p.  (ISBN 2-7291-1639-7)
- La Fleur d'utopie, nouvelles, éd. bilingue, trad. de João Carlos Vitorino Pereira, Paris, L’Harmattan, 2007, 108 p.  (ISBN 978-2-296-03163-0)
- Les Cahiers secrets d'António de Portugal, prieur de Crato, [«  Os cadernos secretos do prior do Crato »], trad. de Marie-Hélène Piwnik, Paris, Éditions de La Différence, coll. « Littérature portugaise », 2008, 104 p.  (ISBN 978-2-7291-1738-2)
- Visages de l’Inde et autres rêves, [« Rostos da Índia e alguns sonhos »], trad. de Marie-Hélène Piwnik, Paris, Éditions de La Différence, coll. « Littérature portugaise », 2009, 53 p.  (ISBN 978-2-7291-1818-1)